# Centro Internacional de Educación Infantil y Trabajo
El Centro Internacional de Educación Infantil y Trabajo (International Center on Child Labor and Education, ICCLE) es una ONG sin fines de lucro dedicada a promover los derechos de todos los niños.

## Trabajo
El Centro Internacional de Educación Infantil y Trabajo se dedica a promover el derecho de los niños a recibir una educación libre, a ser libres de la explotación económica, a ser libres de trabajo peligroso. Lucha contra cualquier forma de trabajo infantil o eventos que interfieran en la educación de los niños o que sean perjudiciales para la salud de los niños o su desarrollo físico, mental, espiritual, moral o social. Busca la movilización de los esfuerzos internacionales para combatir el trabajo infantil y la falta de oportunidades para la educación de todos los niños.
Su fundador es Kailash Satyarthi, galardonado en 2014 con el Premio Nobel de la Paz.
Sirve como un espacio de intercambio de  y los conocimientos sobre temas de trabajo infantil a nivel mundial. 
En su sede se organiza la Marcha Mundial contra el Trabajo Infantil, un movimiento que representa a unas 2000 organizaciones en 140 países, destinada a poner de relieve la esclavitud infantil y el trabajo infantil peligroso. 
Se dedica también a generar recursos y posibilidades de aprendizaje para estudiantes acerca de los problemas mundiales del trabajo infantil en el mundo y denunciar la relación entre la pobreza, el trabajo infantil y la educación.
Trabaja en conjunto con la UNESCO, el Banco Mundial, la OIT y la UNICEF y se dedica a la difusión de la información sobre todo tipo de explotación infantil.